# (803) Picka
(803) Picka es un asteroide perteneciente al cinturón de asteroides descubierto el 21 de marzo de 1915 por Johann Palisa desde el observatorio de Viena, Austria.
Está nombrado en honor del médico checo Friedrich Pick (1867-1921).